# Животовский полк
Животовский полк — военно-административная единица Войска Запорожского со столицей в Животове. Полк существовал в 1648-1649 годах.

## История
Полк был образован восставшими казаками в начале восстания Хмельницкого в 1648 году. Сотенными центрами полка были Животов, Тетиев, Погребище, Борщаговка и Кошев. В 1649 году в полку служил 531 казак. После Зборовского мира в 1649 году полк был упразднен, а его территории переданы в состав Кальницкого полка, а в 1651 году вошли в состав Паволочского полка.